# بن 10 إليين فورس: ذا رايز أوف هيكس
بن 10 إليين فورس: ذا رايز أوف هيكس (بالإنجليزية: Ben 10 Alien Force: The Rise of Hex)‏ هي لعبة فيديو صدرت في مايو 26, 2010، وهي متوفرة على أجهزة وي واير وإكس بوكس لايف آركيد.

## وصلات خارجية
- بن 10 إليين فورس: ذا رايز أوف هيكس على موقع IMDb (الإنجليزية)